# Canton de Royère-de-Vassivière
Le canton de Royère-de-Vassivière est une ancienne division administrative française située dans le département de la Creuse et la région Limousin.

## Géographie
Ce canton est organisé autour de Royère-de-Vassivière dans l'arrondissement d'Aubusson. Son altitude varie de 363 m (Saint-Moreil) à 829 m (Signal du Picq à Royère-de-Vassivière) pour une altitude moyenne de 619 m.

## Histoire
Le canton s'est appelé canton de Royère jusqu'en 1968.

## Représentation

### Conseillers généraux de 1833 à 2015
| Période         | Période          | Identité                    | Étiquette           | Qualité |
| --------------- | ---------------- | --------------------------- | ------------------- | --- |
| 1833            | 1842 (démission) | Silvain Cressant            | Légitimiste modéré  | Ancien secrétaire général de la Préfecture de la Creuse Propriétaire à Arfeuille (Saint-Junien-la-Bregère)                                |
| 1842            | 1848             | Léonard Coutisson-Desbordes |                     | Avoué, maire de Bourganeuf |
| 1848            | 1852             | Victor Cancalon             |                     | Docteur en médecine, maire de Royère (1848-1851)                                                                                          |
| 1852            | 1871             | Léonard Coutisson-Desbordes |                     | Avocat, juge suppléant au Tribunal de Bourganeuf                                                                                          |
| 1871            | 1874             | Charles Cancalon            |                     | Greffier, maire de Royère (1878-1887) |
| 1874            | 1886             | Henri Pâquet                | Républicain         | Avocat à Bourganeuf Propriétaire du château du Monteil à Saint-Martin-Château                                                             |
| 1886            | 1892             | Pierre Magadoux             | Républicain         | Notaire Maire de Saint-Martin-Château (1864-1892)                                                                                         |
| 1892            | 1910             | Paulin Riffaterre           | Rad.                | Négociant, conseiller municipal puis maire (1901-1911) de Bourganeuf                                                                      |
| 1910            | 1919             | Jean Bouteille              | Républicain         | Receveur municipal à Bourganeuf |
| 1919            | 1928             | Camille Benassy             | SFIO                | Econome du lycée de Guéret Député (1924-1928 et 1931-1936) maire de Royère                                                                |
| 1928            | 1940             | Clément Vialatou            | PRS                 | Instituteur, puis cheminot, puis ingénieur Conseiller municipal de Royère, conseiller d'arrondissement                                    |
|                 |                  |                             |                     | |
| 1942            | 1945             | Victor Salon                |                     | Président de la délégation spéciale de Royère Nommé conseiller départemental en 1942                                                      |
|                 |                  |                             |                     | |
| 1945            | 1958 (décès)     | Camille Benassy             | SFIO                | Maire de Royère (1919-1935 et 1945-1958)                                                                                                  |
| 20 juillet 1958 | 1992             | Pierre Ferrand              | UP puis PSU puis PS | Médecin - Ancien député (1956-1958) Conseiller régional de 1973 à 1992 Maire de Royère puis de Royère-de-Vassivière de 1960 à 1989        |
| 1992            | 2015             | Bernard Laborde             | PS                  | Ancien directeur de maison de retraite puis d'hôpital Maire de Saint-Pardoux-Morterolles (1983-2018) 3e vice-président du conseil général |

### Conseillers d'arrondissement (de 1833 à 1940)
Le canton de Royère avait deux conseillers d'arrondissement.
Il appartenait à l'arrondissement de Bourganeuf jusqu'à sa disparition en 1926.
| Période                                  | Période | Identité                          | Étiquette            | Qualité |
| ---------------------------------------- | ------- | --------------------------------- | -------------------- | --- |
| 1833                                     | 1848    | Jean François Mosnier (1788-1876) |                      | Avoué, adjoint au maire de Bourganeuf                                                                       |
| 1833                                     | 1848    | Sylvain Léonard Paslins           |                      | Suppléant de la justice de paix, maire de Saint-Martin-Château                                              |
|                                          |         |                                   |                      | |
| av.1889                                  |         | Émile Lagrange                    | Républicain          | Marchand de vins en gros au Monteil-au-Vicomte                                                              |
| 1889                                     |         | Louis Lerousseau                  | Républicain          | Maire de Saint-Moreil                                                                                       |
|                                          |         |                                   |                      | |
| 1925                                     | 1940    | Blaise Balaire                    | SFIO                 | Maire de Saint-Junien-la-Bregère                                                                            |
| 1925                                     | 1928    | Clément Vialatou                  | SFIO (exclu en 1928) | Instituteur à Royère-de-Vassivière                                                                          |
| 1928                                     | 1940    | Henri Lenoir                      | SFIO                 | Maire de Saint-Pardoux-Lavaud                                                                               |
| 1940                                     |         |                                   |                      | Les conseils d'arrondissement ont été suspendus par la loi du 12 octobre 1940 et n'ont jamais été réactivés |
| Les données manquantes sont à compléter. |         |                                   |                      | |

### Élections cantonales du 21 mars 2004
| Nom                 | Parti politique | score obtenu | résultat |
| ------------------- | --------------- | ------------ | -------- |
| Johnny Betoulaud    | UMP             | 33,30 %      | battu    |
| Bernard Laborde     | PS              | 54,24 %      | élu      |
| Jean-Pierre Normand | PCF             | 7,33 %       | battu    |
| Christian N'Guyen   | LCR             | 5,12 %       | battu    |

Bernard Laborde (PS), maire de Saint-Pardoux-Morterolles a donc été élu conseiller général du canton dès le 1er tour.
Depuis il a été élu par ses pairs 3e vice-président du conseil général de la Creuse.

## Composition
Le canton de Royère-de-Vassivière groupe 7 communes et compte 1 805 habitants (recensement de 2007 population municipale).
| Communes                  | Population (2012) | Code postal | Code Insee |
| ------------------------- | ----------------- | ----------- | ---------- |
| Le Monteil-au-Vicomte     | 225               | 23460       | 23134      |
| Royère-de-Vassivière      | 568               | 23460       | 23165      |
| Saint-Junien-la-Bregère   | 157               | 23400       | 23205      |
| Saint-Martin-Château      | 142               | 23460       | 23216      |
| Saint-Moreil              | 263               | 23400       | 23223      |
| Saint-Pardoux-Morterolles | 215               | 23400       | 23227      |
| Saint-Pierre-Bellevue     | 235               | 23460       | 23232      |

## Démographie
| 1975  | 1982  | 1990  | 1999  | 2006  | 2011  | 2012  |
| ----- | ----- | ----- | ----- | ----- | ----- | ----- |
| 2 521 | 2 420 | 2 106 | 1 970 | 1 822 | 1 770 | 1 796 |